# Когут Олег Рафаїлович
Олег Рафаїлович Когут (27 травня 1946) — театральний режисер. Заслужений артист Української РСР (1990). Ініціатор створення Сумського театру для дітей та юнацтва (1981).

## Життєпис
Закінчив Московський інститут культури. Працював у театрах РФ (Курган, Сєвєрськ Томської обл.); головним режисером Запорізького театру ляльок.
1978 року розпочав свою роботу в Сумському театрі ляльок, де дебютував виставою «Два майстра» за казкою. Ю. Єлісеєва (художник Едуард Ледньов). Від 1979 головний режисер театру.
Ініціював створення Сумського театру для дітей та юнацтва (1981), що об'єднує драматичне і лялькове мистецтво, а його репертуар охоплює всі вікові категорії глядачів: від дітей та юнацтва до дорослих.
З 1991 р. живе та працює в Ізраїлі.

## Творчість
На сцені Сумського театру для дітей та юнацтва поставив близько 70 вистав, серед яких: «Наш веселий Колобок» Г. Усача, «Царівна-жаба» Н. Гернет, «Попелюшка» Є. Шварца, «Оповідь про місто Лебединець» І. Карнаухової, Л. Браусевича, «Недоук» Д. Фонвізіна, «Останні» М. Горького, «Мандат» М. Ердмана, «Годинник із зозулею» за С. Прокоф'євою, «Сонячний промінь» А. Попеску, «Дванадцята ніч», «Ромео і Джульєтта» В. Шекспіра, «Тригрошова опера» Б. Брехта.